# Dove è amore è gelosia
Dove è amore è gelosia è un'opera ("intermezzo giocoso") in due atti musicata da Giuseppe Scarlatti su libretto di Marco Coltellini. Fu originariamente composta per il matrimonio di Giovanni I Nepomuceno, il primogenito del Principe Giuseppe I di Schwarzenberg e il debutto avvenne al castello di Český Krumlov il 24 luglio 1768.
La prima rappresentazione moderna di Dove è amore è gelosia si è svolta al teatro del castello di Český Krumlov, dove avvenne il debutto della stessa, il 9 settembre 2011.

## Ruoli
| Ruoli                                  | Tipologia di voce | cast del debutto, 24 luglio 1768 Direttore: Giuseppe Scarlatti |
| -------------------------------------- | ----------------- | -------------------------------------------------------------- |
| Clarice, La Marchesa, amante di Orazio | soprano           | Principessa Maria Teresa di Schwarzenberg                      |
| Vespetta, Servitrice della Marchesa    | soprano           | Antonia Scarlatti                                              |
| Orazio, Il Conte, amante di Clarice    | tenore            | Conte Salburg di Linz                                          |
| Patrizio, Servitore del Conte          | tenore            | Marco Coltellini                                               |